# Mycobates bicornis
Mycobates bicornis är en kvalsterart som först beskrevs av Karl Strenzke 1954.  Mycobates bicornis ingår i släktet Mycobates och familjen Punctoribatidae. Inga underarter finns listade i Catalogue of Life.